# 黒鷲勲章
黒鷲勲章（くろわしくんしょう、ドイツ語: Hohe Orden vom Schwarzen Adler）は、プロイセン王国の最高位勲章。ブランデンブルク選帝侯フリードリヒ3世によって、自身が「プロイセンにおける王」に即位する前日である1701年1月17日に創設された。1918年に王政が廃止されるまで、皇帝の誕生日や即位200周年記念の宮中行事などの際に、プロイセン王から授与されていた。

## 概要

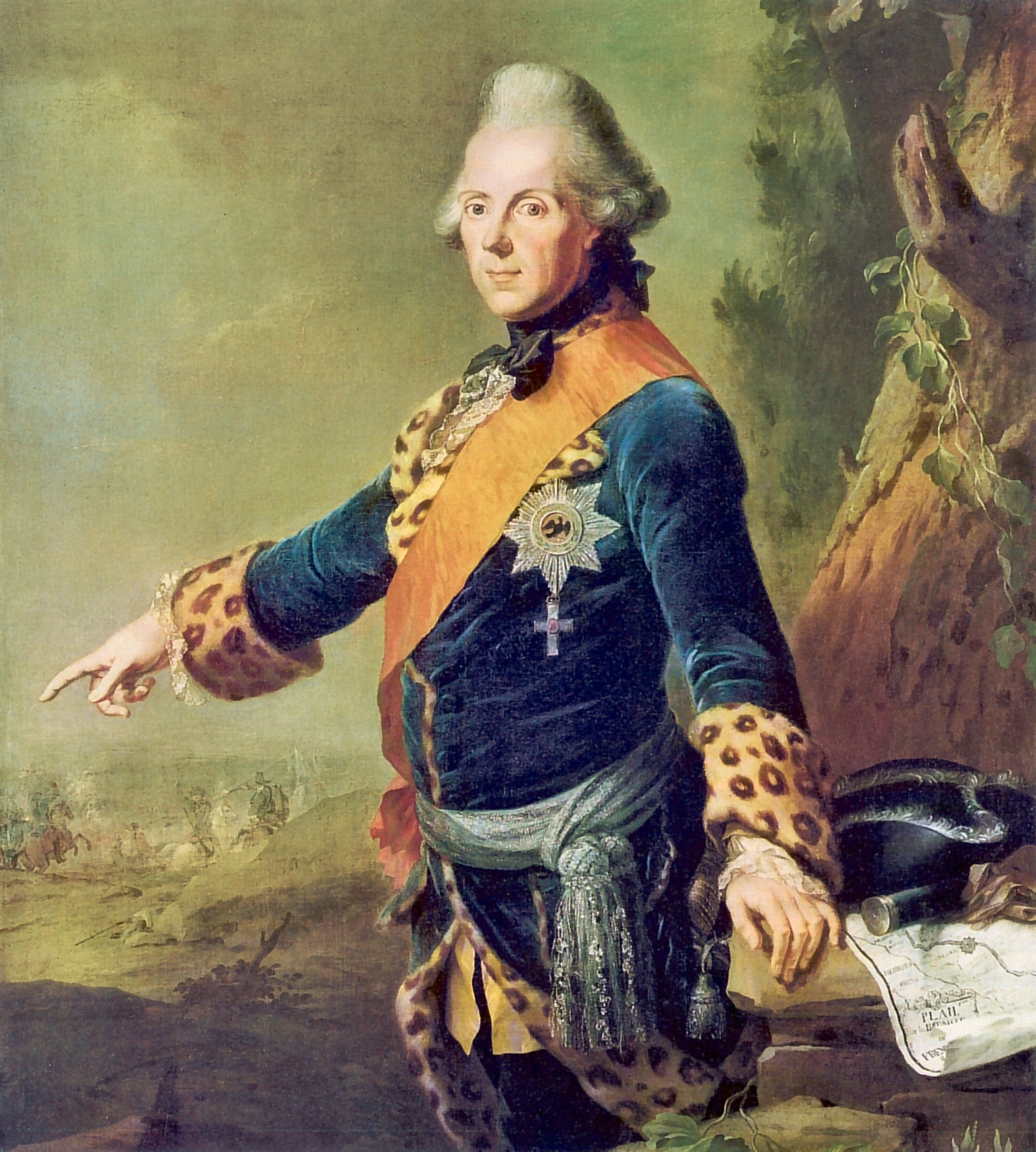
黒鷲勲章の大綬と副章を佩用するハインリヒ・フォン・プロイセン

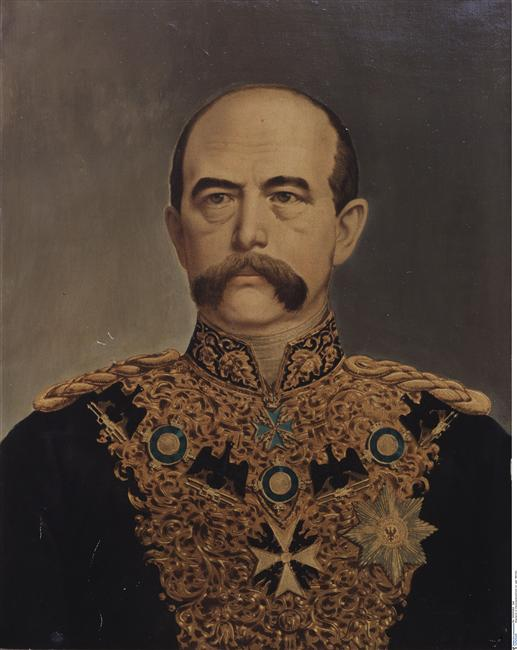
プロイセン王国首相の礼服に、黒鷲勲章の頸飾と副章を佩用したビスマルク

黒鷲勲章の正式な法定は1701年1月18日である。勲章のモットーは、ローマ法の一節からとった"Suum Cuique"（各人に各人のものを）が用いられた。創設当初の黒鷲勲章は、プール・ル・メリット勲章のような功績に基づいて授与されるものではなく、授与数（騎士団の会員数）に定員が設けられた名誉としての意味合いをもつものであった。もともとの定員はプロイセンの王族を除いて30人であり、王族以外の人物が受章するためには、先祖に最低でも8人の高位貴族をもつ30歳以上の人物であることを証明しなければならなかった。1848年2月20日にフリードリヒ・ヴィルヘルム4世が授与についての法を改正したことによって、貴族でなくても受章が可能となり、授与の際には世襲貴族の地位と紋章が与えられ、騎士団への加盟が認められるようになった。なお、高位貴族出身者以外の受章者は、大半が高級官僚や軍人である。
『プロイセン国家要覧』によれば、プロイセンの男性王族は10歳に達すると黒鷲勲章が授与され、18歳に達すると頸飾が贈られた。この慣習はフリードリヒ・ヴィルヘルム4世からであり、それ以前の男性王族は誕生した際に授与されていたが、実際に佩用できるのは成人を迎えてからだった。また、プロイセン王妃ルイーゼ・フォン・メクレンブルク＝シュトレーリッツやドイツ皇后ヴィクトリアなどの女性王族にも授与されていたが、あくまで王妃や皇后の地位にあるためであり、大抵の女性王族にはルイーゼ勲章が代わりに贈られた。
1861年以降、黒鷲勲章騎士団の勲爵士は、同時に赤鷲勲章大十字章を喉元に佩用するようになった。翌年の1862年からは、プロイセンの王族が黒鷲勲章を受章した場合、あわせて1等王冠勲章も授与されるようになった。1878年に制定された宮廷席次規則では、黒鷲勲章騎士団員の席次は第8位と定められた。これは、枢機卿やその他の伯爵家頭首、陸軍大将、政府閣僚よりも高位の位置づけであった。
黒鷲勲章の受章者は、常に勲章を佩用することが法令により定められていた。佩用を忘れた場合、1度目は30ターラー、2度目は100ターラーをケーニヒスベルクの孤児院に寄付しなければならなかった。3度目は勲章が褫奪された。
その治世から大王と称されるフリードリヒ2世は、過去に捕虜になったことのある将官には、黒鷲勲章を授与しなかった。そのため、プロイセン陸軍で55年勤め上げたものの、七年戦争中のトルガウの戦いでオーストリアの捕虜になってしまったフリードリヒ・ルートヴィヒ・フィンク・フォン・フィンケンシュタイン帝国伯のように、高級将官であっても黒鷲勲章を受けていない者がいる。1786年に黒鷲勲章を受章したエルンスト・ルートヴィヒ・フォン・プフェル歩兵大将は、フリードリヒ2世から「私の親愛なる誠実なプフェルへ」と自筆の言葉を贈られている。プフェルへの授与が、フリードリヒ2世最後の黒鷲勲章叙勲となった。
1918年に王政が廃止されるまで、黒鷲勲章は1341回授与された。そのうち92回はダイヤモンド章が授与されている。フランス革命期の国王フリードリヒ・ヴィルヘルム3世は、1805年4月7日にフランス皇帝ナポレオン1世をはじめとして、ジョアシャン・ミュラ、シャルル＝モーリス・ド・タレーラン＝ペリゴール、ジェラール＝クリストフ＝ミシェル・デュロック、ルイ＝アレクサンドル・ベルティエ、ジャン＝バティスト・ジュール・ベルナドット、ジャン＝ジャック・レジ・ド・カンバセレスらフランス革命の立役者に同日授与している。一方で、1792年に黒鷲勲章を受章したスウェーデン国王グスタフ4世アドルフは、1805年に黒鷲勲章を返上した。神の恩恵を受けた正統な国王としての誇りから、王位の簒奪者やブルジョワ出身の将軍などと同列に扱われることを忌み嫌ったためである。
1919年以降、黒鷲勲章はホーエンツォレルン家の構成員にのみ授与されており、1934年までに13回の授与が判明している。1941年に元ドイツ皇帝ヴィルヘルム2世が崩御するまでは、騎士団の祭典日である7月11日（創設者である国王フリードリヒ1世の誕生日）は、毎年オランダのドールン邸にて祝われていた。ドイツ帝国の陸軍元帥アウグスト・フォン・マッケンゼンは、この祭典の常連だった。
現在、黒鷲勲章はドイツ憲兵隊のシンボルマークとして用いられている。これは、1740年に国王フリードリヒ2世が憲兵隊を創設したことを記念したものである。また、ベルリンにあるフリーメイソンのロッジ「ツム・シュヴァルツェン・アドラー」には、勲章のモットーSuum cuiqueが掲げられているが、これも、フリーメイソンを設立したフリードリヒ2世を記念してのものである。

## 意匠

### 正章

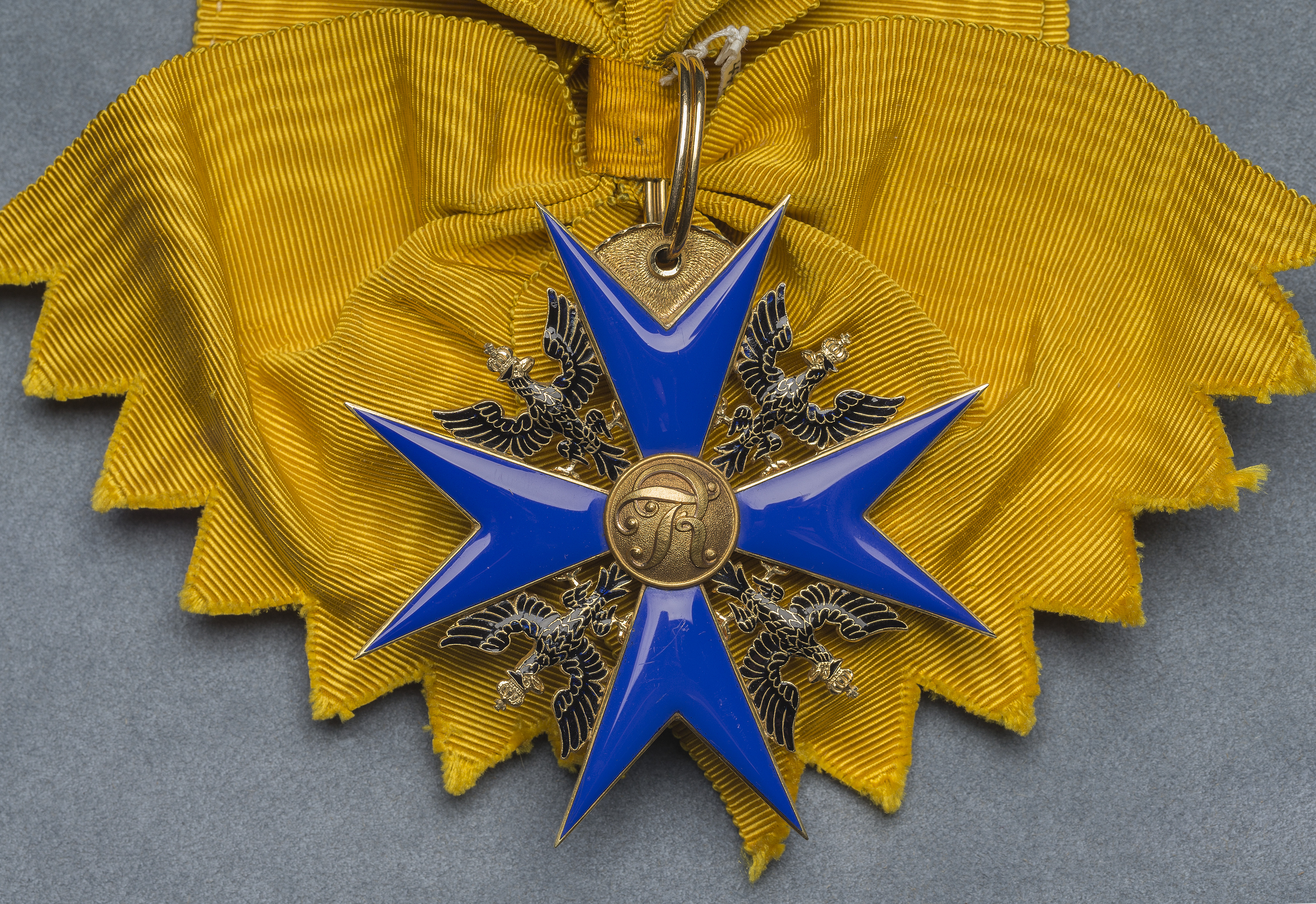
黒鷲勲章の正章と大綬

正章は、青いエナメル製のマルタ十字を象っている。十字の間にはプロイセンの国旗にも描かれている、王冠を被った黒い鷲が4羽配置され、中央部にある金色の円形板には、創設者のフリードリヒ3世を指すF R （Fridericus Rex）のモノグラムがある。なお、フリードリヒ・ヴィルヘルム2世の治世下（1786年 - 1797年）では、F W R （Fridericus Wilhelminus Rex）と刻印されていた。ダイヤモンド章を受章した際には、正章のうち、中央の円形板と鈕がダイヤモンドで装飾されていた。

### 副章

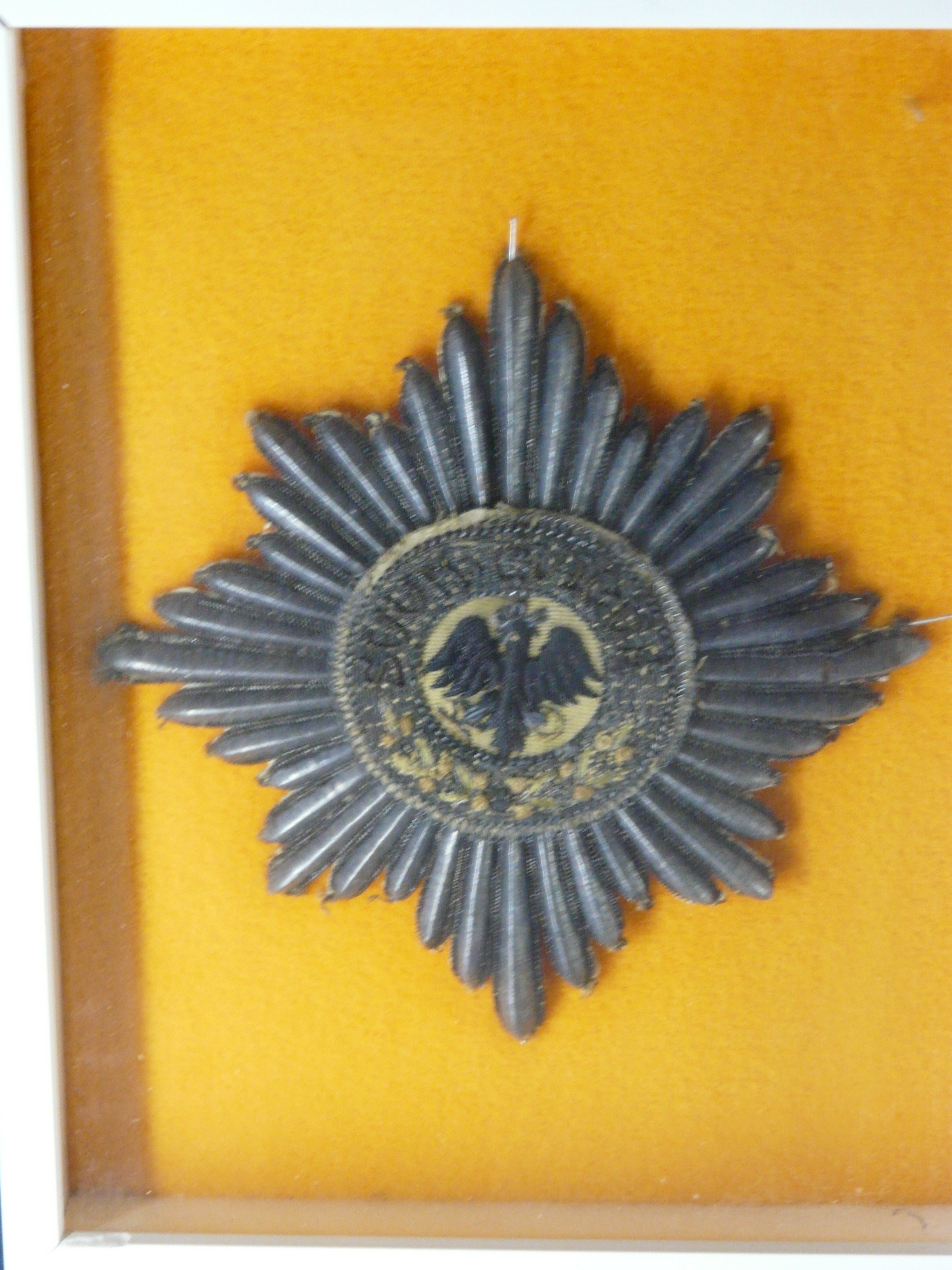
布製の黒鷲勲章

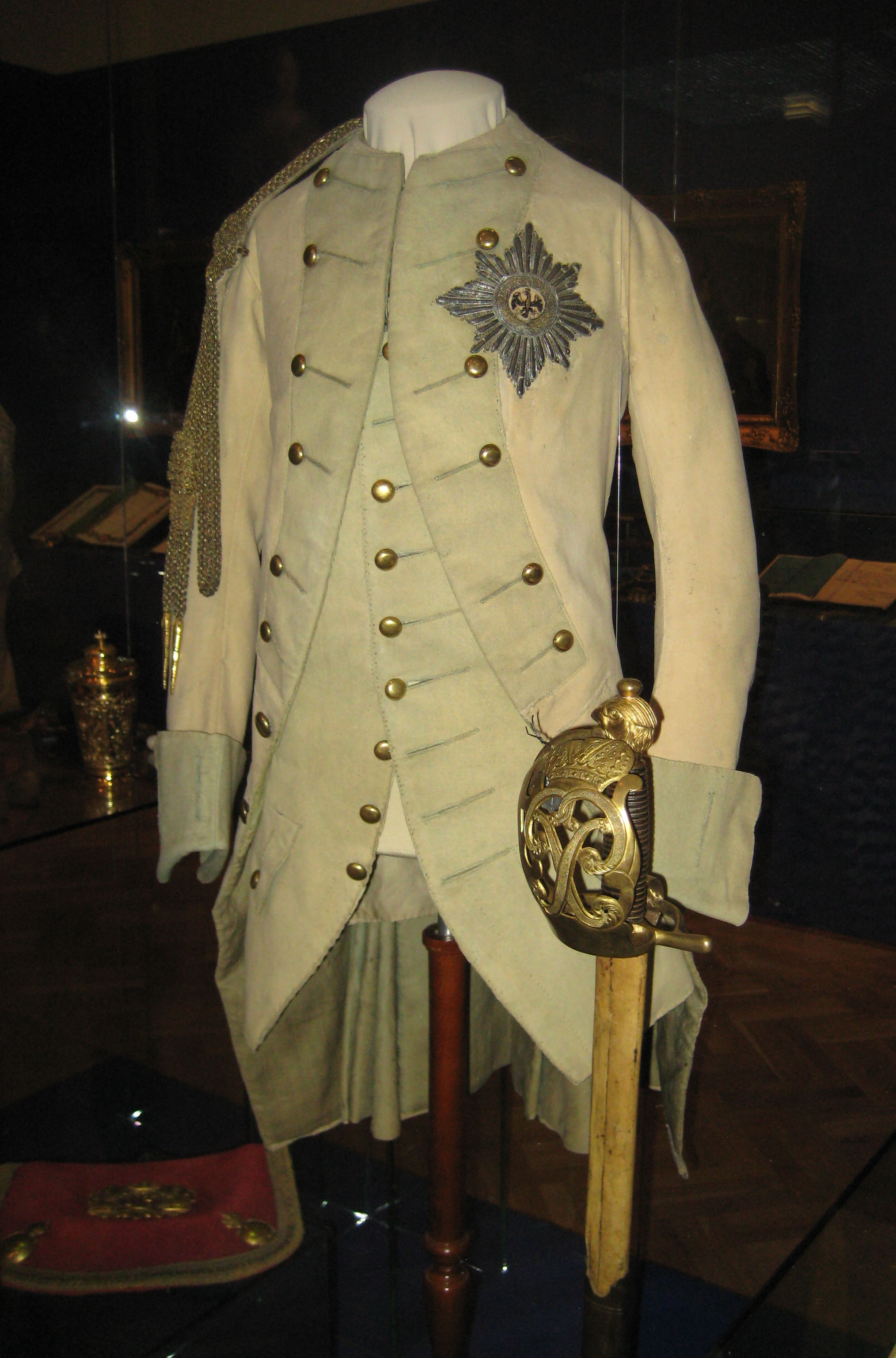
黒鷲勲章が縫い付けられたロシア皇帝ピョートル3世の礼服

副章は、銀製で八方に光線が広がり、中央には橙色の背景に王冠を被った黒い鷲が描かれている。鷲の周囲には、白い背景に勲章の標語であるSuum cuiqueが金色で書かれ、その下を月桂樹の枝が囲んでいる。19世紀の半ばまでは、副章は軍服や礼服に刺繍や縫い付けで佩用されていたが、1810年以降銀製の副章が授与されるようになり、1858年にフリードリヒ・ヴィルヘルム4世が銀製の副章のみを授与するよう決定した。ダイヤモンド章を受章した際には、八方に広がる光線すべてにダイヤモンドがあしらわれる。黒鷲勲章の受章者が、イギリスのガーター勲章も受章していた場合、副章の周囲にガーターを配置することもできた。

### 大綬
大綬は、モアレの入った無地の橙色である。正章を鈕でつなぎ、ガーター勲章と同様に左肩から右腰にかけて佩用する。橙色が用いられているのは、フリードリヒ3世（フリードリヒ1世）の母親である、ネーデルラント出身のルイーゼ・ヘンリエッテ・フォン・オラニエンと、オラニエ＝ナッサウ家に敬意を表するためである。また、同じくオラニエ＝ナッサウ家の出身で、嫡子のいなかったイギリス国王ウィリアム3世の相続権を得たいという希望も込められていた。

### 頸飾

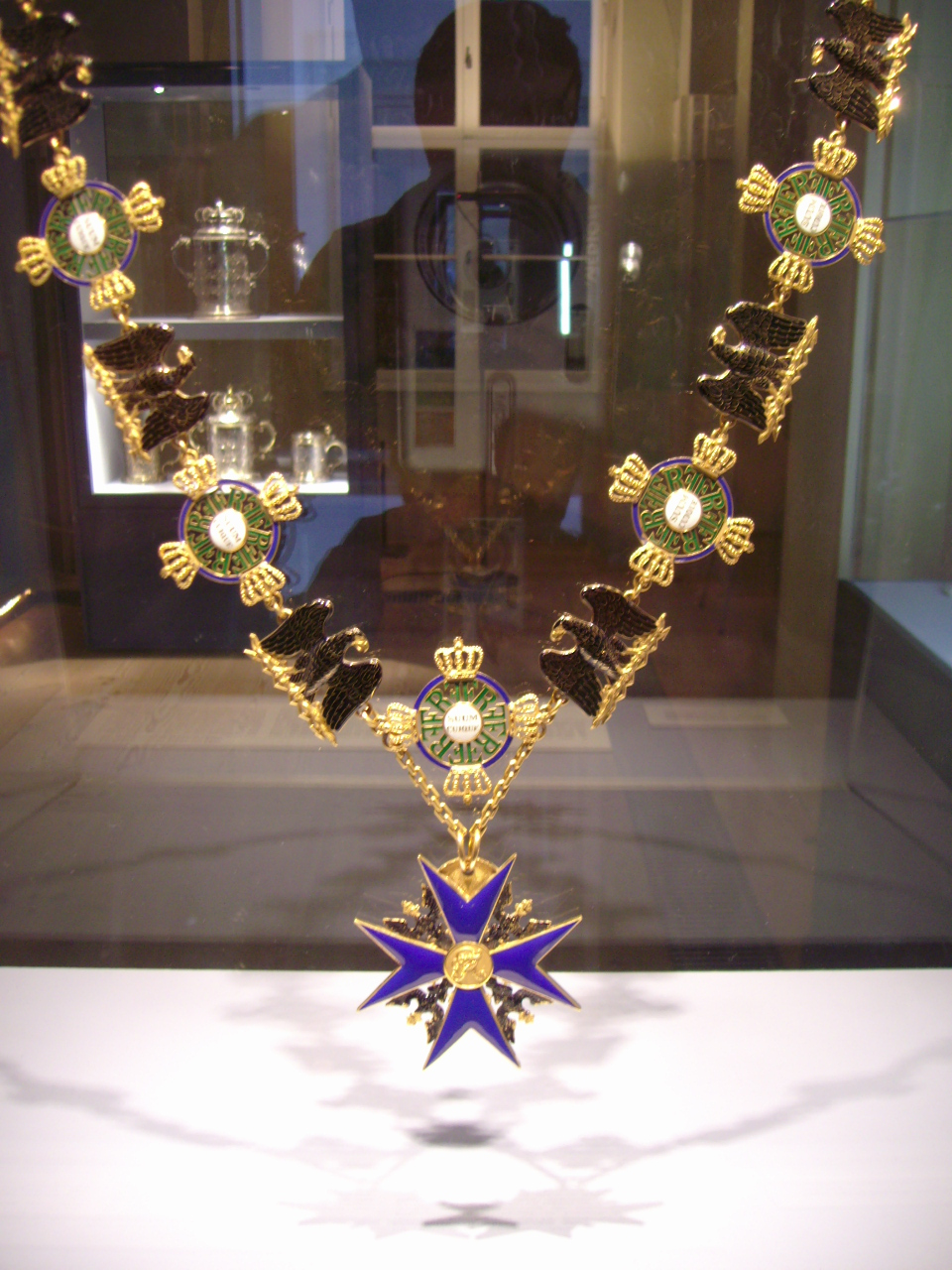
黒鷲勲章の頸飾

頸飾は、プロイセン国王の特旨によって授与された（ドイツ帝国宰相のオットー・フォン・ビスマルクは、頸飾とあわせてダイヤモンド章を受章している）。頸飾は、金色の雷を鉤爪で握りしめた黒い鷲と、四方に王冠が配された青い輪を描いた2種類の金具から構成されている。青い輪の内側には、勲章のモットーを刻んだ白い円形板があり、周囲を緑色であしらわれたF Rの文字が囲んでいる。頸飾の中央には、正章と同様の意匠である記章が鎖で吊されている。

### 正装

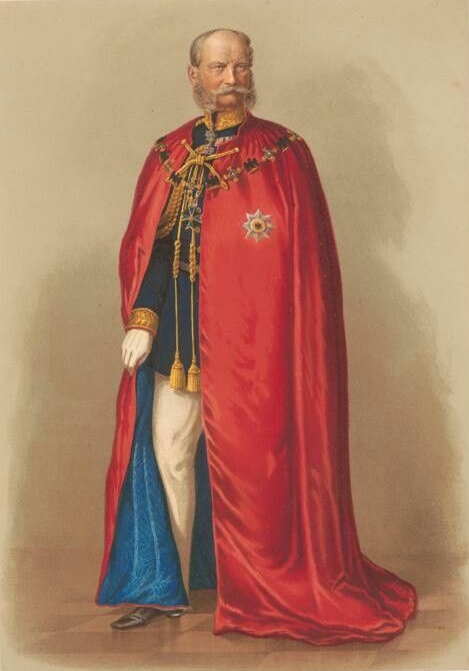
黒鷲勲章騎士団の正装であるローブをまとったドイツ皇帝ヴィルヘルム1世

黒鷲勲章を受章した人物は、黒鷲勲章騎士団に加盟する。騎士団の会合や式典などに出席する際は、青色の裏地がついた緋色のベルベットのローブを正装としてまとった。ローブの左肩には、大きな黒鷲勲章の副章が描かれていた。

## 騎士団員

### 歴代主権者および総長
- フリードリヒ1世（1657年 – 1713年）— ブランデンブルク選帝侯および初代プロイセン国王。黒鷲勲章の創設者。
- フリードリヒ・ヴィルヘルム1世（1688年 – 1740年）— 王太子時代の1701年に最初の騎士団員に加盟。1713年より主権者および総長
- フリードリヒ2世（1712年 – 1786年）— フリードリヒ大王。1740年より主権者および総長。
- フリードリヒ・ヴィルヘルム2世（1744年 – 1797年）— 1786年より主権者および総長。
- フリードリヒ・ヴィルヘルム3世（1770年 – 1840年）— フランス革命期の国王。1797年より主権者および総長。
- フリードリヒ・ヴィルヘルム4世（1795年 – 1861年）— 1840年より主権者および総長。
- ヴィルヘルム1世（1797年 – 1888年）— プロイセン国王および初代ドイツ皇帝。1861年より主権者および総長。
- フリードリヒ3世（1831年 – 1888年）— 皇帝即位後まもなく喉頭癌で崩御。1888年3月から6月まで主権者および総長。
- ヴィルヘルム2世（1859年 – 1941年）— 最後のドイツ皇帝、プロイセン国王。1888年より主権者および総長。
- ヴィルヘルム・フォン・プロイセン（1882年 – 1951年）— 1941年より主権者および総長。
- ルイ・フェルディナント・フォン・プロイセン（1907年 – 1994年）— 1951年より主権者および総長。
- ゲオルク・フリードリヒ・フォン・プロイセン（1976年 – ）— 1994年より主権者および総長。

### 最初の騎士団員
黒鷲勲章が創設された際に、最初の19人が黒鷲勲章騎士団に加盟した。初代騎士団長をヨハン・カジミール・コルプ・フォン・ヴァルテンベルクが務め、以下の人物に黒鷲勲章が授与された。
- フリードリヒ・ヴィルヘルム1世 — プロイセン王太子
- フィリップ・ヴィルヘルム・フォン・ブランデンブルク＝シュヴェート — ブランデンブルク＝シュヴェート辺境伯
- アルブレヒト・フリードリヒ・フォン・ブランデンブルク＝シュヴェート — 聖ヨハネ騎士団ブランデンブルク大管区長
- クリスティアン・ルートヴィヒ・フォン・ブランデンブルク＝シュヴェート（ドイツ語版） — プロイセン王族
- フリードリヒ・ヴィルヘルム・ケトラー — クールラント・ゼムガレン公爵
- フリードリヒ・ルートヴィヒ・フォン・シュレースヴィヒ＝ホルシュタイン＝ゾンダーブルク＝ベック — 陸軍元帥、ケーニヒスベルク知事
- ハンス・アルブレヒト・フォン・バーフース — 陸軍元帥、帝国伯
- アレクサンダー・ツー・ドーナ＝シュロビッテン — 陸軍中将、外交官
- フィリップ・カール・フォン・ヴューリヒ・ウント・ロットゥム（ドイツ語版） — 陸軍元帥
- オットー・ヴィルヘルム・フォン・ペルバント（ドイツ語版） — 兵部長、宮廷評議会長官
- クリストフ・アレクサンダー・フォン・ラウシュケ（ドイツ語版） — 城伯
- ゲオルク・フリードリヒ・フォン・クレイツェン（ドイツ語版） — 上級参事官（ドイツ語版）、宮廷秘書官
- アダム・クリストフ・フォン・ヴァレンロット（ドイツ語版） — 上級宮廷長官
- クリストフ・ツー・ドーナ＝シュロディエン — 陸軍少将、外交官
- オットー・マグヌス・フォン・デーンホフ（ドイツ語版） — 陸軍中将、公使
- ユリウス・エルンスト・フォン・テッタウ（ドイツ語版） — アンガーベルク御料地上級管理人（ドイツ語版）、砲兵大将
- ヴィルヘルム・ディートリヒ・フォン・ビューロウ（ドイツ語版） — 女王付傅育長官
- ヨハン・ゲオルク・フォン・テッタウ（ドイツ語版） — フリードリヒ3世（1世）侍従長、騎兵少将、近衛軍団司令官

最初の騎士団員
- 騎士団長
ヨハン・カジミール・コルプ・フォン・ヴァルテンベルク
- フリードリヒ・ヴィルヘルム1世
- フィリップ・ヴィルヘルム・フォン・ブランデンブルク＝シュヴェート
- アルブレヒト・フリードリヒ・フォン・ブランデンブルク＝シュヴェート
- クリスティアン・ルートヴィヒ・フォン・ブランデンブルク＝シュヴェート
- フリードリヒ・ヴィルヘルム・ケトラー
- フリードリヒ・ルートヴィヒ・フォン・シュレースヴィヒ＝ホルシュタイン＝ゾンダーブルク＝ベック
- ハンス・アルブレヒト・フォン・バーフース
- アレクサンダー・ツー・ドーナ＝シュロビッテン
- フィリップ・カール・フォン・ヴューリヒ・ウント・ロットゥム
- オットー・ヴィルヘルム・フォン・ペルバント
- クリストフ・ツー・ドーナ＝シュロディエン
- オットー・マグヌス・フォン・デーンホフ
- ユリウス・エルンスト・フォン・テッタウ
- ヨハン・ゲオルク・フォン・テッタウ